# St. Michael (Volkerode)

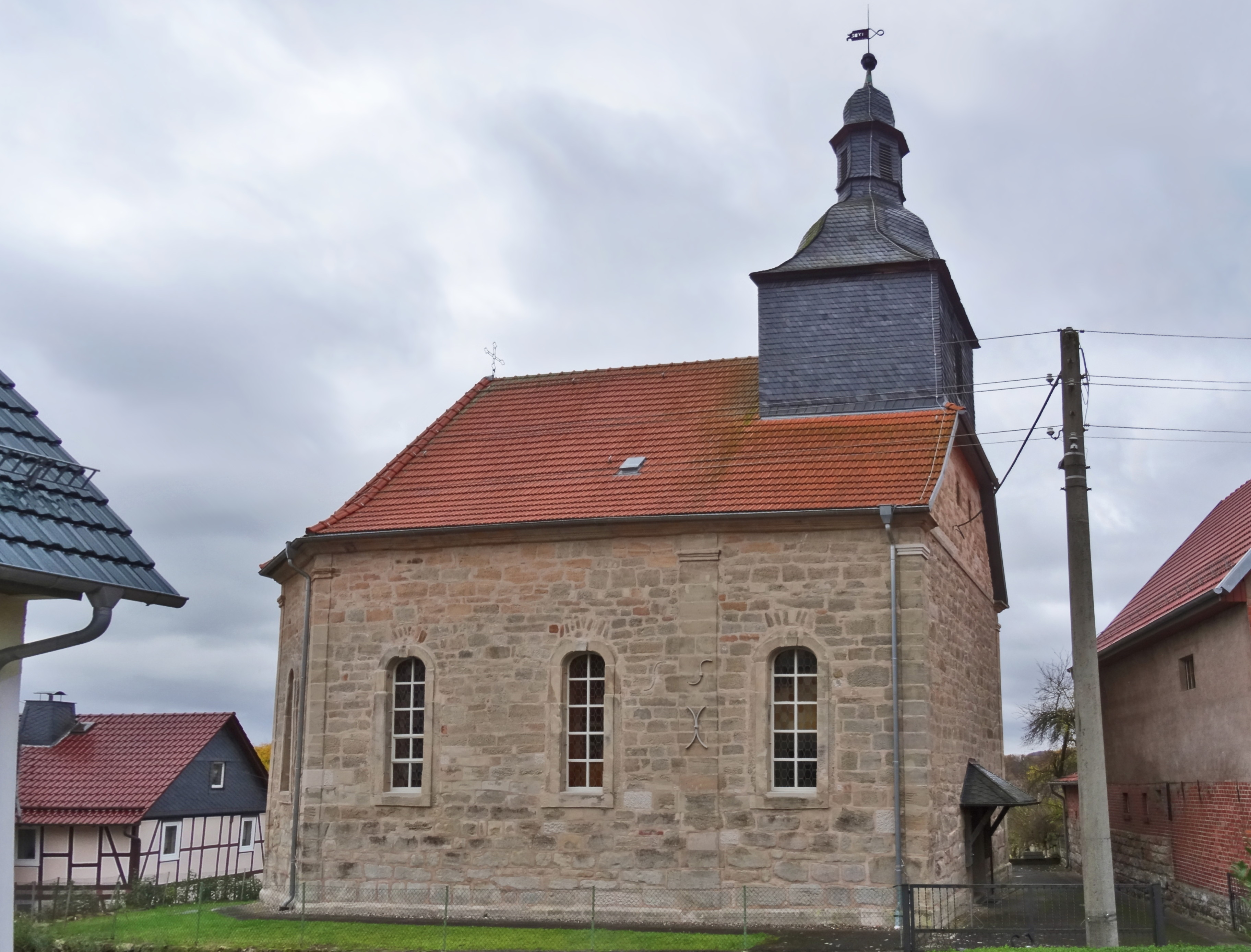
Kirche St. Michael

Die römisch-katholische Filialkirche St. Michael steht in Volkerode im thüringischen Landkreis Eichsfeld. Sie ist Filialkirche der Pfarrei St. Ursula Geismar im Dekanat Dingelstädt des Bistums Erfurt. Sie trägt das Patrozinium des heiligen Erzengels Michael.

## Geschichte
Die Kirche wurde von 1780 bis 1782 in der Mitte von Volkerode auf einem Sandsteinfelsen neben der ehemaligen Burg errichtet. 1786 wurde die Kirche St. Michael geweiht. Eine neue Decke wurde im 20. Jahrhundert eingezogen und die Sakristei 1980 angebaut. 2002 wurde die Kirche innen saniert und 2014 von außen.

## Architektur

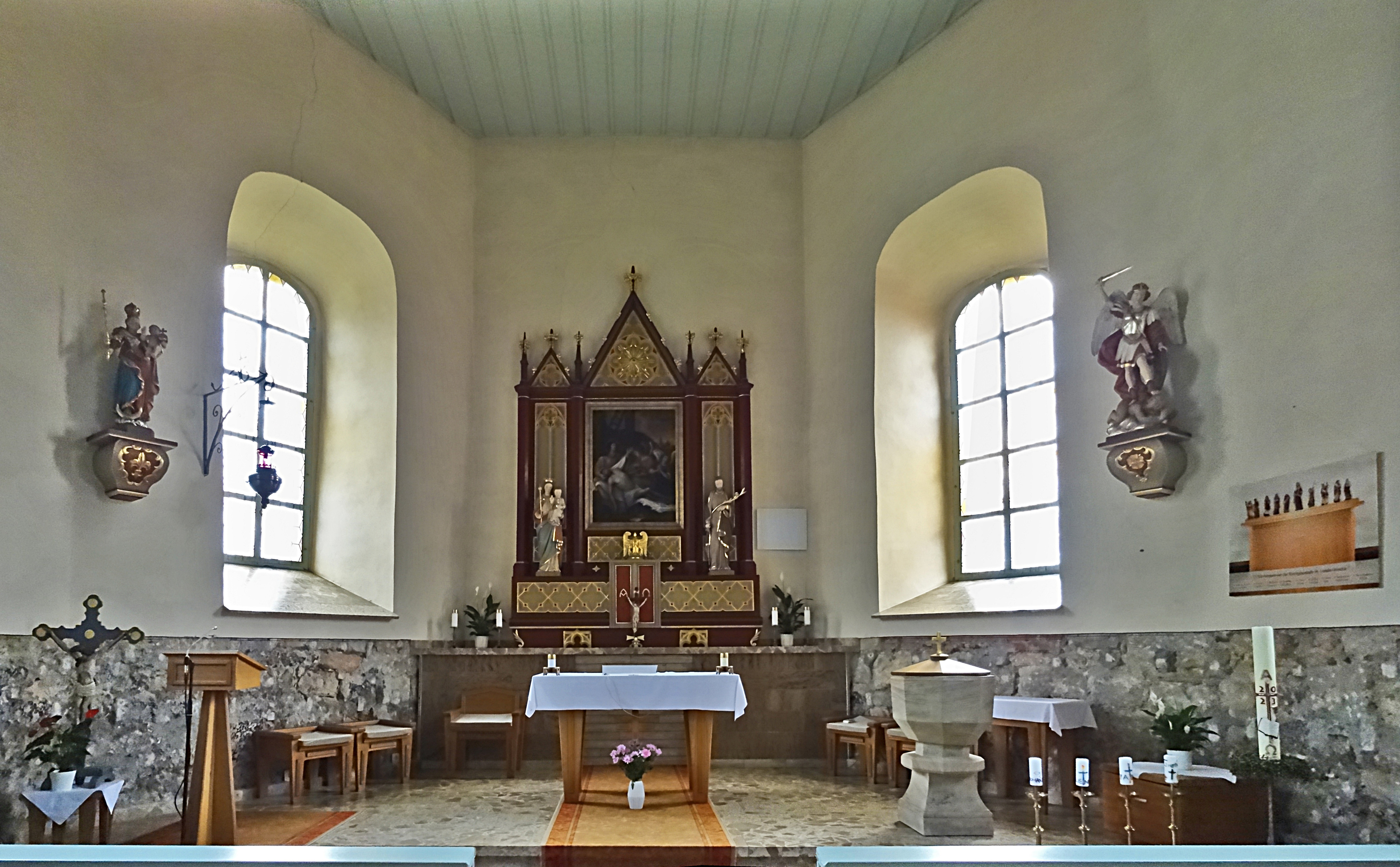
Innenansicht

Die barocke Saalkirche wurde aus grobem roten Sandstein errichtet. Das Kirchenschiff wird durch einen dreiseitigen Chorraum abgeschlossen, hat Korbbogenfenster, eine Kassettendecke und ist durch Pilaster unterteilt.

## Ausstattung
Der neogotische Hochaltar wurde vermutlich zu Beginn des 20. Jahrhunderts geschaffen. Das Altarbild zeigt die Grablegung Jesu Christi und wurde im 18. Jahrhundert geschaffen, ebenso die flankierende Figur Maria-mit-Kind. Auf der entgegengesetzten Seite zur Maria steht eine Josefstatue.

## Orgel
Die Orgel wurde 1990 von Karl Brode aus Heiligenstadt gebaut. Sie hat Schleifladen mit 9 Registern, verteilt auf ein Manual und Pedal. Register- und Tontraktur sind mechanisch. Die Disposition lautet wie folgt:

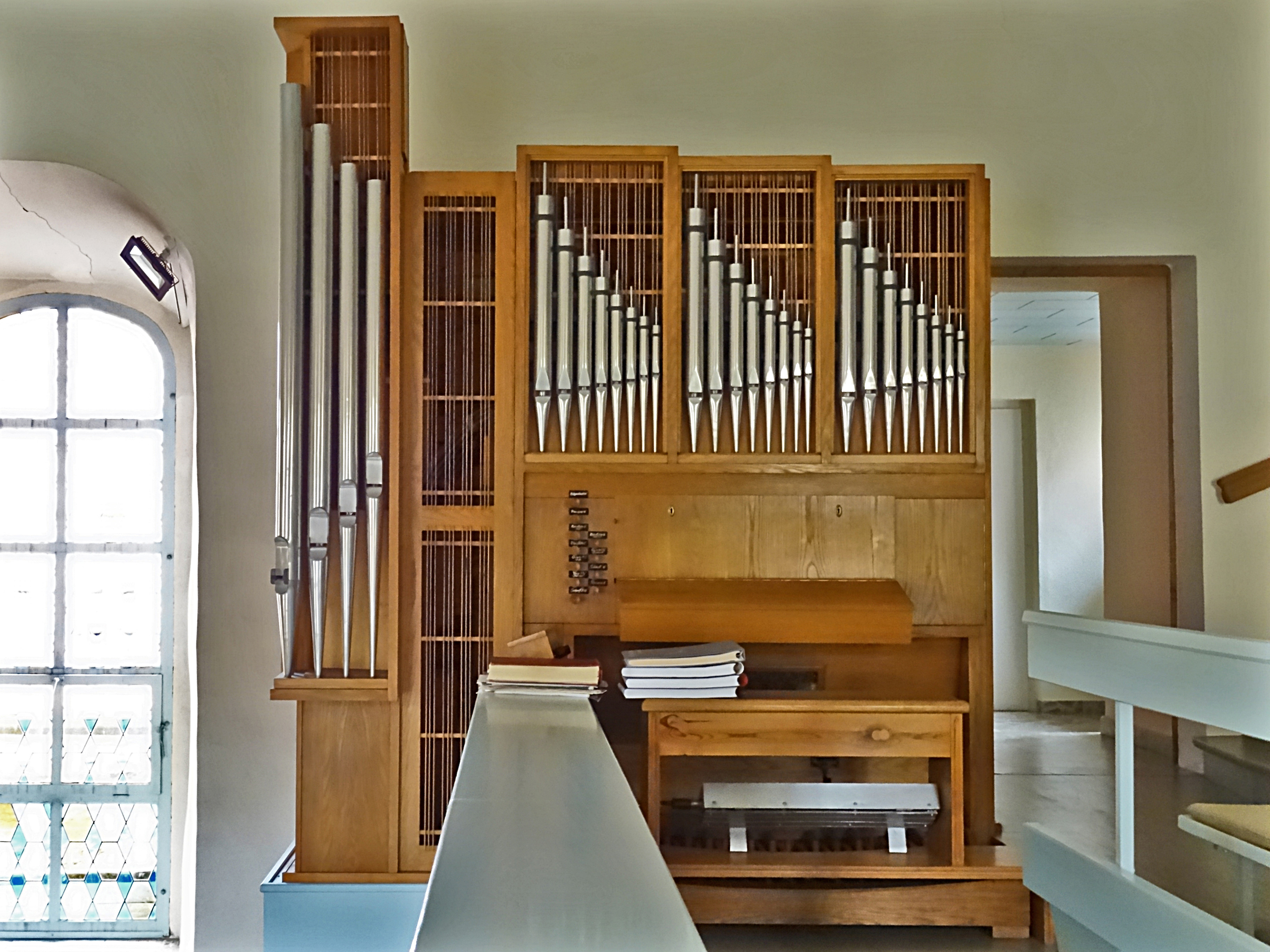
Brode-Orgel

| I Manual C–g3  |        |
| Holzgedackt    | 8′     |
| Prinzipal      | 4′     |
| Rohrflöte      | 4′     |
| Waldflöte      | 2′     |
| Quinte         | 1 ⁄3′  |
| Terz           | 1 3⁄5′ |
| Scharff II–III |        |

| Pedal C–f1 |     |
| Subbaß     | 16′ |
| Pommer     | 8′  |

- Koppel: I/P

Anmerkungen
1. 1 2  Bass-/Diskantteilung zwischen a und b
2. ↑  ab b